# Томіе
Томіе (яп. 富江) — японська серія манґи жахів, написана і проілюстрована манґакою Джюнджі Іто. Це була перша робота автора, опублікована у журналі Monthly Halloween у 1987 році. В Україні офіційно видана видавництвом MAL'OPUS у двох томах. 
Манґу адаптували у серію художніх фільмів, усього яких налічується дев'ять. Згодом у 1999 році відбувся показ антологічного телесеріалу.
Томіе — це істота невідомого походження з зовнішністю привабливої молодої жінки. Вона змушує людей божеволіти, убивати й розчленовувати її, але Томіе безсмертна — з кожної частини її тіла зрештою виростає нова Томіе, для якої насильство є способом розмноження.

## Сюжет
Увесь сюжет манґи зосереджений на головній героїні: загадковій та прекрасній жінці на ім'я Томіе Кавакамі, яку легко впізнати за гладким чорним волоссям і родимкою «міткою краси» під лівим оком.
Томіе, попри людський вигляд, володіє нелюдськими спроможностями до психологічного впливу, саморегенерації та асиміляції організмів. Вона діє наче сукуб, змушує чоловіків закохатися в неї та вчиняти заради Томіе різноманітні злочини. Однією лише присутністю або ж психологічними та емоційними маніпуляціями вона зводить людей з розуму, що часто призводить до жорстоких актів насильства. Чоловіки вбивають один одного заради неї, жінки божеволіють, хоч є й ті, які достатньо сильні, щоб протистояти її впливу. Томіе неминуче щоразу вбивають і часто розчленовують, але це і є її метою. Вона безсмертна, а з кожної частини її тіла виростає нова Томіе, що може жити довше за людину. У фільмі «Хлопчик» стає відомо, що вона знала свого майбутнього вчителя Сатору Такаґі ще з дитинства.
Усі історії демонструють унікальних персонажів, кожен з яких стикається з Томіе в різних її формах, причому деякі мають окремі арки або повертаються в наступних розділах. Автор також дає детальний опис регенеративних здібностей головної героїні (частково викликані канібалізмом і асиміляцією): окрім швидкого одужання після жахливих смертельних ран, вона також може відтворювати своє тіло через відрізані кінцівки, втрачені органи та навіть кров. Цікаво, що радіація прискорює цей процес регенерації. Її клітини здатні трансформувати жертву у нову Томіе через трансплантацію органів. Декілька персонажів змушені розчленувати її труп, внаслідок чого з'являється безліч копій Томіе по всьому світу. Навіть пасма її волосся небезпечні, вони здатні проникати у мозок жертви і шалено там розростатися, аж поки не захоплять усе тіло. У манзі зазначалося, що навіть, коли тіло Томіе не пошкоджене, воно однаково намагатиметься виростити іншу Томіе через пухлинні новоутворення. Деякі екземпляри головної героїні не можуть уживатися разом, тож вони часто-густо вбивають одна одну, хоча іноді проявляють колективну поведінку. Вогонь — це єдиний відомий метод знищити Томіе назавжди.
Наступна сюжетна арка розпочинається з приквелу, де розповідається про маленьку дівчинку, яка природним чином може вирости в Томіе через ін'єкцію крові. Однак, вона поступово буде старіти, якщо не зробить свою копію. Чоловік відповідальний за ці ін'єкції — колись супермодель, у минулому зганьблений головною героїнею — вирішує помститися, зробивши одну з «природних» Томіе старою і потворною. Він ховає одну з Томіе на ім'я «Аяка» у цементному блоці, заручившись підтримкою її старшої сестри. Відтоді вони чекали багато років, слухавши плач та нескінченні крики перш ніж, нарешті, зламали блок і виявили, що в'язень утік через крихітну щілину у стіні. Голосіння, яке вони чули, було не що інше, як вітер, що дув крізь порожній блок.
Ексклюзивно з DVD-випуском колекції Джюнджі Іто було випущено ще одну історію «Томіе: Загарбання», що розповідає про зустріч Томіе та чоловіка, здатного змінювати тіла. Опинившись у плоті головної героїні, він намагається впоратися з усіма надзвичайними можливостями, що має ця жінка.
У 2018 році світ побачив чотиристорінковий кросовер з Соічі Цуджі під назвою «Одержимий Соічі».

## Публікація
Публікує манґу «Томіе» видавництво Asahi Sonorama, з 1987 по 2000 рік у журналі Monthly Halloween з'являлися у формі серіалу окремі епізоди. У лютому 1996 року ця історія отримала один том під назвою "Томіе страху: Художник" (яп. 富江の恐怖 画家, Tomie no kyōfu gaka). Згодом, уже два томи епізодів були зібрані у єдину серію відому як Колекція жахів Джюнджі Іто (яп. 伊藤潤二恐怖マンガCollection). Омнібус під назвою Томіе Дзен (яп. 富江 (全)) видавництво Asahi Sonorama випустила у лютому 2000 року. ComicsOne опублікував обидва томи 1 квітня 2001 року з перевернутим зображенням (читати зліва направо).
У березні 2001 року друга серія під назвою "Нова Томіе" (яп. 新しい富江, Atarashī Tomie) була об'єднана в єдиний том Томіе Знову: Томіе Частина 3 (яп. 富江Again―富江 Part3). Мангу було перевидано як частину Колекції Джюнджі Іто (яп. 伊藤潤二恐怖博物館). Ця версія теж була опублікована у двох частинах з додаванням епізодів з «Томіе Знову».
20 січня 2011 року Asahi Sonorama повторно випустили манґу у двох томах як частину Колекція шедеврів Джюнджі Іто (яп. 伊藤潤二傑作集, Itō Junji Kessaku-shū).
Американська компанія, видавець манги та коміксів Viz Media оголосила про ліцензію на «Томіе» 26 березня 2016 року та опублікувала єдиний том у твердій обкладинці.
З 2023 року, оригінальна серія манґи видається в Україні видавництвом MAL'OPUS. Станом на червень 2024 року, було випущено два томи[первинне джерело].

## Адаптації
Між 1999 і 2011 роками «Томіе» неодноразово адаптували, історія стала культовою для японських фільмів жахів. На сьогодні відомо про 9 екранізацій.
Аніме «Колекція Джюнджі Іто» було представлено у 2018 році.
Між фільмами та манґою є безліч подібностей, але відмінності теж існують. Наприклад, оригінальна історія описує очі Томіе сріблястими, тоді як у фільмах вони карі. Екранізації дещо двозначно демонструють сексуальну орієнтацію головної героїні. У манзі ставлення Томіе до жінок коливається між прихованою ворожнечею та вбивчою люттю, тоді як у багатьох фільмах вона знайомиться з самотньою дівчиною, дружба з якою, як правило, має лесбійський відтінок.
У липні 2019 року стало відомо, що французький кінорежисер Александр Ажа розробляє телевізійну адаптацію серіалу «Томіе» для Quibi спільно з Sony Pictures Television і Universal Content Productions. Наступного року було оголошено, що Аделін Рудольф зіграє роль Томіе. Однак, несподівано Quibi заявили, що припиняють роботу над серіалом на невизначений термін.

## Нагороди
1989 року Джюнджі Іто отримав свою першу нагороду за роботу над «Томіе» премію Кадзуо Умедзу. Відтоді ця манга стала культовою і досі її однаково хвалять як критики, так і шанувальники.